# Index (Gruppentheorie)
Im mathematischen Teilgebiet der Gruppentheorie ist der Index einer Untergruppe ein Maß für die relative Größe zur gesamten Gruppe.

## Definition
Es sei {\displaystyle G} eine Gruppe und {\displaystyle U} eine Untergruppe. Dann sind die Menge {\displaystyle G/U} der Linksnebenklassen und die Menge {\displaystyle U\backslash G} der Rechtsnebenklassen gleichmächtig. Ihre Mächtigkeit ist der Index von {\displaystyle U} in {\displaystyle G} und wird mit {\displaystyle (G\colon U)}, manchmal auch {\displaystyle [G\colon U]} oder {\displaystyle |G\colon U|}, bezeichnet.

## Eigenschaften
- Es gilt {\displaystyle (G\colon 1)=|G|}. (Dabei bezeichnet {\displaystyle |G|} die Ordnung von {\displaystyle G}.)
- Der Index ist multiplikativ, d. h. ist {\displaystyle U} eine Untergruppe von {\displaystyle G} und {\displaystyle V} eine Untergruppe von {\displaystyle U}, so gilt
{\displaystyle (G\colon V)=(G\colon U)\cdot (U\colon V).}
- Der Spezialfall {\displaystyle V=1} wird oft als Satz von Lagrange (nach J.-L. Lagrange) bezeichnet:
Für eine Gruppe {\displaystyle G} und eine Untergruppe {\displaystyle U} gilt:
{\displaystyle |G|=(G\colon U)\cdot |U|.}
Im Fall von endlichen Gruppen kann man den Index einer Untergruppe also als
{\displaystyle (G\colon U)={\frac {|G|}{|U|}}}
berechnen.
- Ist {\displaystyle N\vartriangleleft G} ein Normalteiler, so ist der Index von {\displaystyle N} in {\displaystyle G} gerade die Ordnung der Faktorgruppe {\displaystyle G/N}, also
{\displaystyle (G\colon N)=\left|G/N\right|}.
- Eine Untergruppe vom Index 2 ist ein Normalteiler, da von den zwei (Links)nebenklassen die eine die Untergruppe selbst und die andere deren Komplement ist.
- Allgemeiner: Ist {\displaystyle U} eine Untergruppe von {\displaystyle G} und {\displaystyle p>1} ihr Index, der zugleich der kleinste Teiler der Ordnung {\displaystyle |G|} ist, dann ist {\displaystyle U} ein Normalteiler in {\displaystyle G}.

## Topologische Gruppen
Im Kontext von topologischen Gruppen spielen Untergruppen von endlichem Index eine Sonderrolle:
- Eine Untergruppe von endlichem Index ist genau dann offen, wenn sie abgeschlossen ist. (Offene Untergruppen sind stets abgeschlossen.)
- Jede offene Untergruppe einer kompakten Gruppe hat endlichen Index.